# Eugen Hordliczka

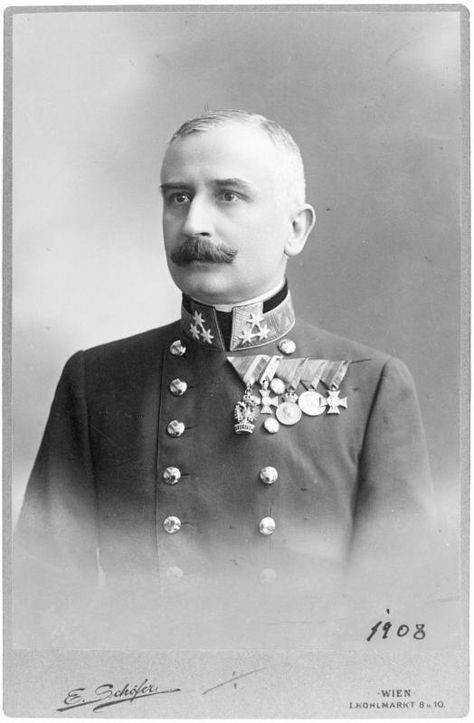
Eugen Hordliczka

Eugen Hordliczka (* 1857 in Galizien; † 22. Juni 1912 in Wien) war ein österreichischer Generalstabsoffizier.

## Leben
Hordliczka studierte am Deutschen Polytechnischen Landesinstitut des Königreichs Böhmen Ingenieurwissenschaften. 1877 wurde er im damaligen Corps Constantia Prag aktiv. Als die Constantia im Jahre 1882 das Corpsprinzip aufgab und Burschenschaft wurde, machte er den Wechsel zur Burschenschaft nicht mit. Der Altherrenverein des Corps Frankonia Prag verlieh ihm später das Band, als eine Rekonstitution des aktiven Corps vorbereitet werden sollte.
Nach dem Studium ging Hordliczka als Offizier zur Gemeinsamen Armee. Am 7. Dezember 1903 wurde er zum Oberst im Generalstabskorps und zum Chef des Evidenzbureaus des Generalstabes ernannt. Damit leitete er die damalige Spionageabwehr der Habsburgermonarchie. Unter Hordliczka wurde der organisatorische Aufbau stärker unterstützt; vor allem wurden verstärkt k.u.k. Kundschaftsstellen in vielen Städten eingesetzt. In der Zeit vor dem Ersten Weltkrieg entwickelte sich europaweit eine starke Agententätigkeit zwischen den einzelnen Ländern, die sich in unterschiedlichen Militärbündnissen befanden. So spionierte der Geheimdienst von Nikolaus II. (Russland) nicht nur auf dem Balkan, sondern auch in den Gebieten des Vielvölkerstaats Österreich-Ungarn. Dagegen musste der österreichische Staat ein eigenes effizientes Agentennetz aufbauen, das diese Tätigkeiten aufdeckte und auch im benachbarten Russisch-Polen agierte. In dieser Zeit war Oberst Alfred Redl Hordliczkas Stellvertreter. 1913 wurde er als Landesverräter und russischer Doppelspion enttarnt. Es war einer der größten Skandale im kaiserlich österreichischen Militär kurz vor dem Ersten Weltkrieg. Die Spionagetätigkeit des so eitlen wie geschickten Oberst Redl blieb Hordliczka während seiner Amtszeit verborgen. Erst unter seinem Nachfolger Oberst August Urbański von Ostrymiecz wurde Redl als Spion entlarvt und zum Suizid gezwungen.
Am 3. Mai 1910 zum k.u.k. Generalmajor befördert, war Hordliczka Kommandant der 97. Infanterie-Brigade in Wien. Er starb nach kurzer Krankheit im Alter von 55 Jahren. Sein Grab auf dem Wiener Zentralfriedhof ist erhalten.

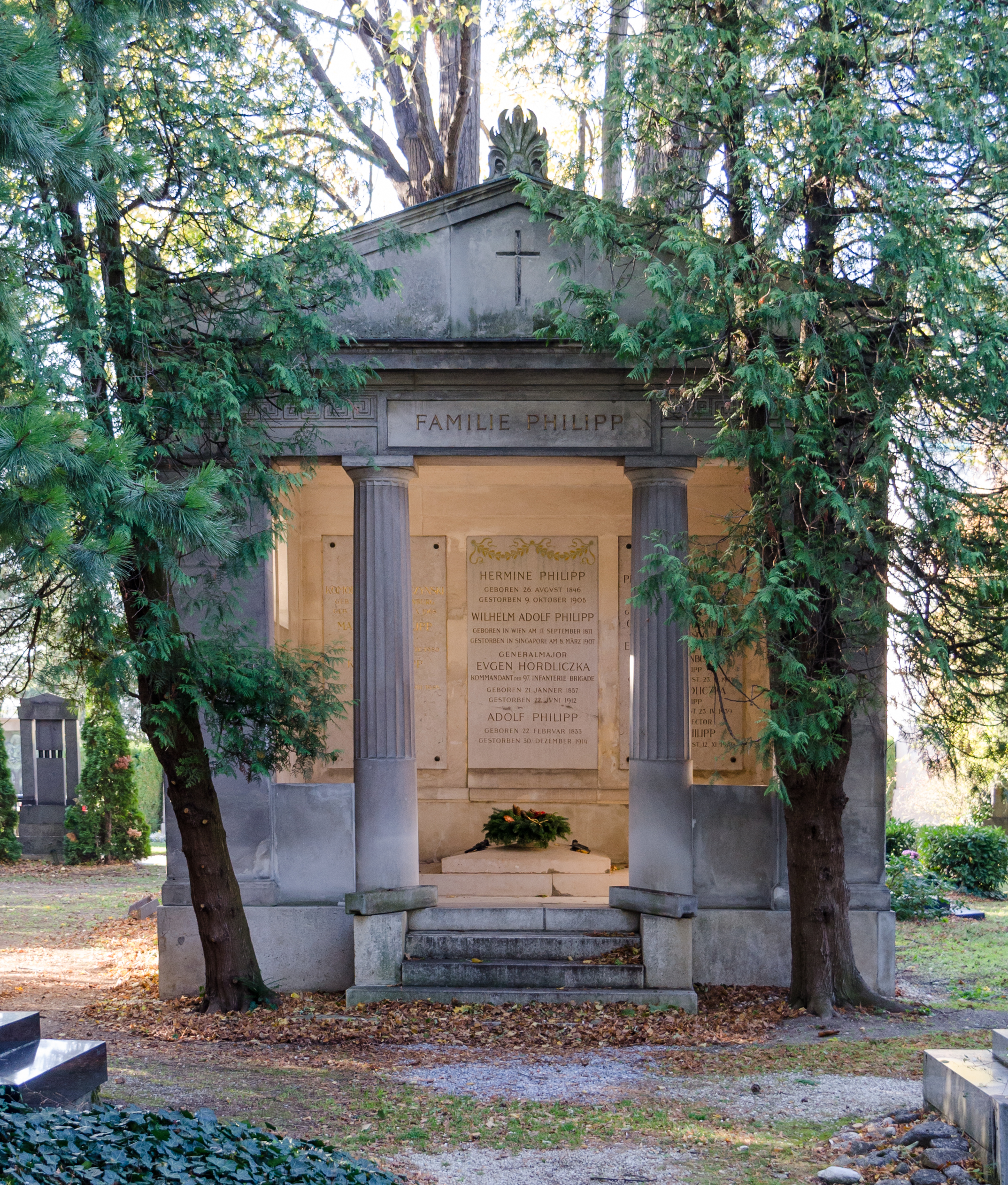
Grab von Eugen Hordliczka auf dem Wiener Zentralfriedhof, Gruppe 32 Gruppe Erweiterung B Nummer 48

## Ehrungen
- Orden der Eisernen Krone (Österreich) II. Klasse[2]